# Pescueza
Pescueza è un comune spagnolo di 182 abitanti situato nella comunità autonoma dell'Estremadura.